# Carlos Geneyro
Carlos Geneyro (3 de junio de 1966, Buenos Aires, Argentina) es un exjugador argentino de hockey sobre césped del seleccionado masculino y del Club Ciudad de Buenos Aires (Muni). 

## Trayectoria

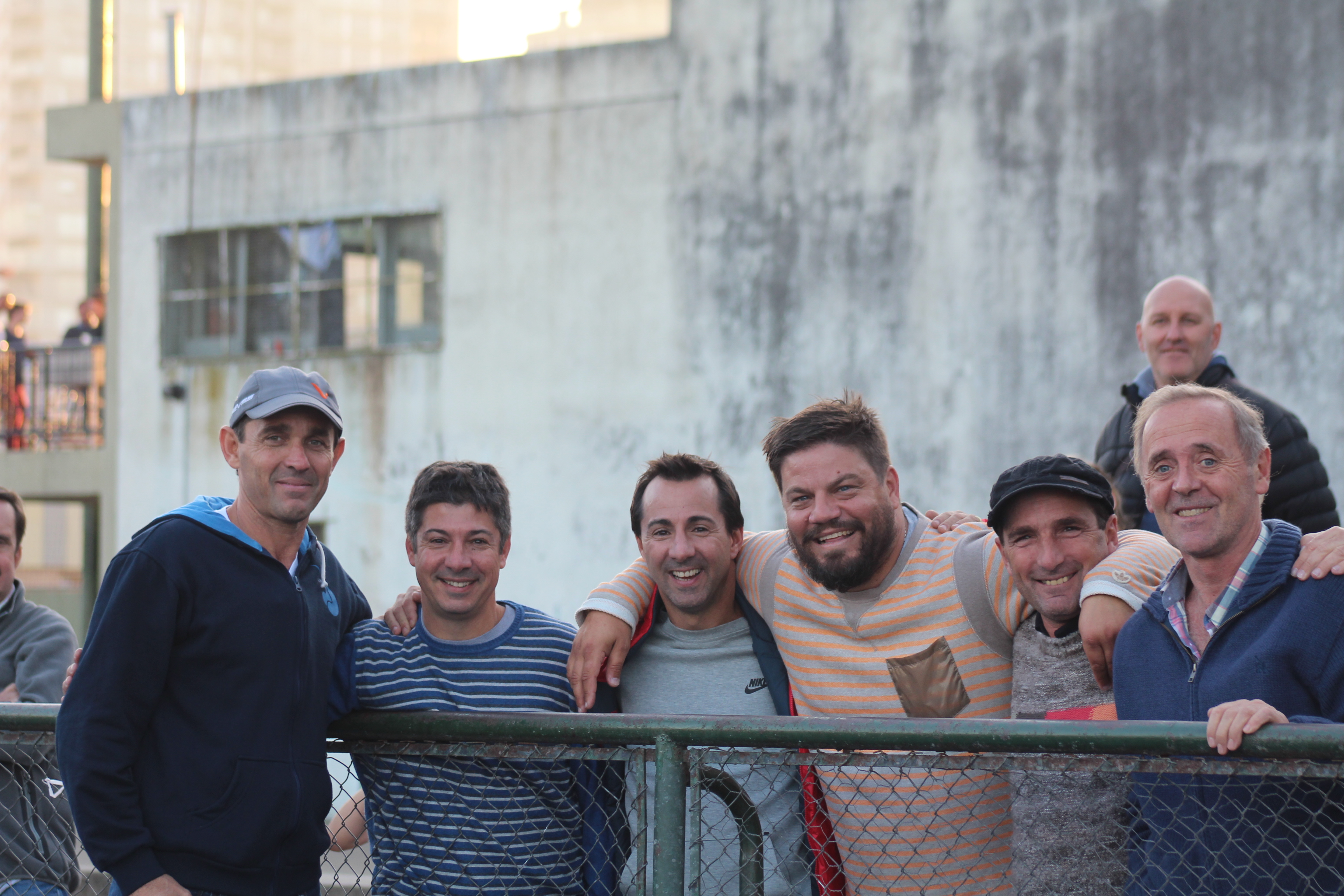

Comenzó a jugar al hockey  en el Club Ciudad de Buenos Aires Club Ciudad de Buenos Aires (Muni) , 
Año 1991 Medalla de Oro (Panamericanos)
Año 2014 obteniendo el título de campeón metropolitano en las dos Categorías Damas Ciudad y Caballeros Ciudad - Play Off's realizado en Club Ciudad de Buenos Aires Organizado por Asociación de Hockey de Buenos Aires.
Entrenador de la selección de Argentina de Hockey sub-21 en Malasia 2014, compartió partidos con Marcelo Garrafo, Sergio Vigil, Fernando Ferrara, Carlos Retegui, Pablo Lombi, Santiago Capurro, Maxilimiano Caldas, siendo el Entrenador Ciania
| Año  | Evento                       | Lugar                 |
| ---- | ---------------------------- | --------------------- |
| 1987 | Panamericanos                | Indianápolis,         |
| 1988 | Olímpicos                    | Seúl,                 |
| 1990 | (Hockey World Cup)           | Pakistan              |
| 1991 | Panamericanos                | Cuba,                 |
| 1992 | Olímpicos                    | Barcelona ,           |
| 1997 | (Hockey World Cup Qualifier) | Kuala Lumpur, Malasia |

Actualmente, es entrenador del equipo de hockey Masculino en el Club Mitre